# Grb Armenske SSR
Grb Armenske SSR je nastao iz crteža Martirosa Sarjana, poznatog armenskog slikara i usvojen je 1937. od strane vlade Armenske SSR. Središnji dio na grbu zauzima planina Ararat, nacionalni simbol Armenije. Grožđe koje se nalazi u donjem dijelu grba predstavlja, po Bibliji, prvi vinograd koji je Noa napravio nakon što je sa svojom arkom dospio do Ararata. Pored grožđa tu su još i strukovi pšenice, simboli prirodnih resursa Armenije. U gornjem dijelu grba se nalaze srp i čekić i crvena zvijezda iza njih. Oko grba se nalazi natpis "Հայկական Սովետական Սոցիալիստական Հանրապետություն" (Armenska Sovjetska Socijalistička Republika), a ispod grba traka s motom SSSR-a "Proleteri svih zemalja, ujedinite se" napisan na armenskom i ruskom jeziku.
Grb je bio na snazi do 1992., kada je zamijenjen današnjim grbom Armenije.

## Također pogledajte
- Grb Armenije
- Zastava Armenske SSR